# Українські клуби в єврокубкових турнірах 1991—1992
У сезоні 1991–1992 київське «Динамо» стартувало в Кубку європейських чемпіонів. У розіграші команда провела десять матчів.

## 1/16 фіналу
Суперник — ГІК (Гельсінкі, Фінляндія).
| №110 18 вересня 1991 |

| ГІК | 0 – 1 | «Динамо»     |
| --- | ----- | ------------ |
|     | Звіт  | Ковалець 12' |

| «Олімпіа» (Гельсінкі) Глядачів: 3 032 Арбітр: Маріуш Ковальчик (Польща) |

«Динамо»: Ігор Кутепов, Олег Лужний, Ахрік Цвейба, Борис Деркач, Сергій Шматоваленко, Сергій Ковалець, Андрій Анненков, Сергій Заєць, Олег Саленко, Степан Беца, Павло Яковенко (Володимир Шаран, 60). Тренер — Анатолій Пузач.
 Яаконсаарі (41), Літманен (89) — Деркач (70).
| №111 2 жовтня 1991 |

| «Динамо»                              | 3 – 0 | ГІК |
| ------------------------------------- | ----- | --- |
| Ковалець 28' Ю. Мороз 48' Грицина 72' | Звіт  |     |

| Республіканський (Київ) Глядачів: 22 000 Арбітр: Ерман Тороглу (Туреччина) |

«Динамо»: Ігор Кутепов, Олег Лужний, Андрій Алексаненков, Юрій Мороз, Сергій Шматоваленко, Сергій Ковалець, Павло Яковенко, Сергій Заєць, Олег Саленко, Степан Беца (Юрій Грицина, 70), Володимир Шаран (Віктор Мороз, 75). Тренер — Анатолій Пузач.
 Хейнола (40)

## 1/8 фіналу
Суперник — «Брондбю» (Копенгаген, Данія).
| №112 23 жовтня 1991 |

| «Динамо»           | 1 – 1 | «Брондбю»   |
| ------------------ | ----- | ----------- |
| Саленко 78' (пен.) | Звіт  | Нільсен 13' |

| Республіканський (Київ) Глядачів: 29 184 Арбітр: Джон Бланкенштайн (Нідерланди) |

«Динамо»: Ігор Кутепов, Олег Лужний, Андрій Алексаненков, Юрій Мороз, Сергій Шматоваленко, Сергій Ковалець, Юрій Грицина, Сергій Заєць, Олег Саленко, Степан Беца (Віктор Мороз, 46), Володимир Шаран. Тренер — Анатолій Пузач.
«Брондбю»: Могенс Крог, Бьярне Єнсен, Уче Окечукву, Томас Мадсен, Браєн Єнсен, Йон Єнсен, Кім Крістофт, Генрік Єнсен, Оле Б'юр (Ронні Еклунд, 68), Клаус Нільсен, Кім Вільфорт. Тренер — Мортен Ольсен.
 Шматоваленко (67), Шаран (69) — Вільфорт (76)
| №113 6 листопада 1991 |

| «Брондбю» | 0 – 1 | «Динамо»    |
| --------- | ----- | ----------- |
|           | Звіт  | Яковенко 7' |

| «Брондбю» (Копенгаген) Глядачів: 13 712 Арбітр: Леслі Ірвін (Північна Ірландія) |

«Брондбю»: Могенс Крог, Бьярне Єнсен, Уче Окечукву, Ерік Расмуссен, Браєн Єнсен, Йон Єнсен (Єспер Крістенсен, 74), Кім Крістофт, Генрік Єнсен (Ронні Еклунд, 82), Оле Б'юр, Клаус Нільсен, Кім Вільфорт. Тренер — Мортен Ольсен.
«Динамо»: Ігор Кутепов, Олег Лужний, Ахрік Цвейба, Андрій Алексаненков, Сергій Шматоваленко, Сергій Ковалець (Юрій Грицина, 70), Павло Яковенко, Сергій Заєць, Олег Саленко, Юрій Мороз, Володимир Шаран. Тренер — Анатолій Пузач.
 Яковенко (15), Ковалець (37), Саленко (71), Ю. Мороз  (83), Кутепов (85)
 Яковенко (43, друге попередження).

## Група «В»
|   | Команда             | І | В | Н | П | М+ | М- | О |
| - | ------------------- | - | - | - | - | -- | -- | - |
| 1 | «Барселона»         | 6 | 4 | 1 | 1 | 10 | 4  | 9 |
| 2 | «Спарта» (Прага)    | 6 | 2 | 2 | 2 | 7  | 7  | 6 |
| 3 | «Бенфіка» (Лісабон) | 6 | 1 | 3 | 2 | 8  | 5  | 5 |
| 4 | «Динамо» (Київ)     | 6 | 2 | 0 | 4 | 3  | 12 | 4 |

№114
| 27 листопада 1991 |

| «Динамо»    | 1 – 0 | «Бенфіка» |
| ----------- | ----- | --------- |
| Саленко 31' | Звіт  |           |

| Республіканський (Київ) Глядачів: 41 500 Арбітр: Кейт Гекетт (Англія) |

«Динамо»: Ігор Кутепов, Олег Лужний, Ахрік Цвейба (к), Андрій Алексаненков, Сергій Шматоваленко, Сергій Ковалець, Віктор Мороз, Сергій Заєць, Олег Саленко, Юрій Мороз, Володимир Шаран (Степан Беца, 77). Тренер — Анатолій Пузач.
«Бенфіка»: Нену, Василь Кульков, Паулу Мадейра, Руй Бенту, Велозу (Руй Кошта, 65), Юнас Терн, Вітор Панейра, Стефан Шварц, Руй Агуаш, Ісаяш (Пашеку, 75), Сергій Юран. Тренер — Свен-Йоран Ерікссон.
 Алексаненков (25) — Паулу Мадейра (3), Шварц (22).
№115
| 11 грудня 1991 |

| «Спарта»                | 2 – 1 | «Динамо»  |
| ----------------------- | ----- | --------- |
| Немечек 16' Врабець 25' | Звіт  | Шаран 55' |

| «Летна» (Прага) Глядачів: 14 639 Арбітр: Розаріо Ло Белло (Італія) |

«Спарта»: Петр Коуба, Міхал Горняк, Лумір Містр, Петр Врабець, Вітеслав Лавичка (Рудольф Матта, 80), Вацлав Немечек (к), Їржи Немець, Їржи Новотний, Горст Зігль, Роман Куклета, Мартін Фридек. Тренер — Душан Угрін.
«Динамо»: Ігор Кутепов, Олег Лужний, Ахрік Цвейба (к), Андрій Алексаненков, Сергій Шматоваленко, Сергій Ковалець, Віктор Мороз, Сергій Заєць, Олег Саленко, Юрій Мороз, Володимир Шаран. Тренер — Анатолій Пузач.
 Лавичка (73) — Алексаненков (10), Цвейба (25).
№116
| 4 березня 1992 |

| «Динамо» | 0 – 2 | «Барселона»              |
| -------- | ----- | ------------------------ |
|          | Звіт  | Стоїчков 33' Салінас 68' |

| Республіканський (Київ) Глядачів: 48 500 Арбітр: Гуй Гуталс (Бельгія) |

«Динамо»: Ігор Кутепов, Олег Лужний, Ахрік Цвейба (к), Анатолій Безсмертний, Сергій Шматоваленко, Юрій Грицина, Андрій Анненков, Сергій Заєць, Олег Саленко, Юрій Мороз, Володимир Шаран (Олег Волотек, 76). Тренер — Анатолій Пузач.
«Барселона»: Андоні Субісаррета, Нандо, Жузеп Гвардіола, Рональд Куман, Хуан Карлос, Хосе Бакеро (Хуліо Салінас, 64), Мігель Надаль, Христо Стоїчков, Мікаель Лаудруп (Айтор Бегірістайн, 76), Ріхард Вічге, Еусебіо Сакрістан. Тренер — Йоган Кройф. 
 Безсмертний (59).
№117
| 18 березня 1992 |

| «Барселона»                   | 3 – 0 | «Динамо» |
| ----------------------------- | ----- | -------- |
| Стоїчков 59', 83' Салінас 87' | Звіт  |          |

| «Камп Ноу» (Барселона) Глядачів: 53 000 Арбітр: Ассенмахер (Німеччина) |

«Барселона»: Андоні Субісаррета, Нандо, Жузеп Гвардіола (Хуліо Салінас, 72), Рональд Куман, Мігель Надаль, Хосе Бакеро (Гільєрмо Амор, 61), Андоні Гойкоечеа, Христо Стоїчков, Мікаель Лаудруп, Ріхард Вічге, Еусебіо Сакрістан. Тренер — Йоган Кройф.
«Динамо»: Вальдемарас Мартінкенас, Олег Лужний (Олег Волотек, 8), Ахрік Цвейба (к), Андрій Анненков, Сергій Шматоваленко, Юрій Грицина, Павло Яковенко, Сергій Заєць, Олег Саленко (Гінтарас Квіткаускас, 76), Юрій Мороз, Володимир Шаран. Тренер — Анатолій Пузач.
 Стоїчков (41) — Ю. Мороз (14), Заєць (39).
 Ю. Мороз (58).
№118
| 1 квітня 1992 |

| «Бенфіка»                                    | 5 – 0 | «Динамо» |
| -------------------------------------------- | ----- | -------- |
| Сезар Бріту 25', 63' Ісаяш 71' Юран 83', 88' | Звіт  |          |

| «Да Луж» (Лісабон) Глядачів: 11 000 Арбітр: Маріо ван дер Енде (Нідерланди) |

«Бенфіка»: Нену, Жозе Карлуш, Паулу Мадейра, Вільям Амарал, Велозу, Юнас Терн, Вітор Панейра (Руй Кошта, 75), Пашеку (Ісаяш, 60), Стефан Шварц, Сергій Юран, Сезар Бріту. Тренер — Свен-Йоран Ерікссон.
«Динамо»: Вальдемарас Мартінкенас, Степан Беца, Ахрік Цвейба (к), Андрій Анненков, Анатолій Безсмертний, Юрій Грицина, Павло Яковенко, Сергій Заєць, Олег Саленко, Гінтарас Квіткаускас (Олег Волотек, 46), Володимир Шаран (Олег Матвєєв, 80). Тренер — Анатолій Пузач.
 Терн (32) — Безсмертний (51), Анненков (53), Заєць (55).
№119
| 15 квітня 1992 |

| «Динамо»    | 1 – 0 | «Спарта» |
| ----------- | ----- | -------- |
| Саленко 83' | Звіт  |          |

| Республіканський (Київ) Глядачів: 5 000 Арбітр: Браян Макгінлі (Шотландія) |

«Динамо»: Ігор Кутепов, Олег Лужний, Ахрік Цвейба (к), Андрій Анненков, Ерванд Сукіасян (Володимир Шаран, 46), Сергій Ковалець, Павло Яковенко (Владислав Тернавський, 23), Олег Матвєєв, Олег Саленко, Степан Беца, Юрій Грицина. Тренер — Анатолій Пузач.
«Спарта»: Петр Коуба, Їржі Новотний, Деян Йоксимович, Петр Врабець, Міхал Горняк, Вацлав Немечек (к), Їржі Немець, Йозеф Хованець, Павел Черний, Горст Зігль, Мартін Фридек. Тренер — Душан Угрін.
 Шаран (71) — Немець (89).
 Новотний (90).

## Статистика
| Футболіст               | Дата народження | Ігри     | Голи     |
| Воротарі                | Воротарі        | Воротарі | Воротарі |
| ----------------------- | --------------- | -------- | -------- |
| Ігор Кутепов            | 17.12.1965      | 8        | 5п       |
| Вальдемарас Мартінкенас | 03.10.1965      | 2        | 8п       |
| Захисники               |                 |          |          |
| Олег Лужний             | 05.08.1968      | 9        |          |
| Ахрік Цвейба            | 10.09.1966      | 8        |          |
| Сергій Шматоваленко     | 29.01.1967      | 8        |          |
| Юрій Мороз              | 08.08.1970      | 7        | 1        |
| Андрій Алексаненков     | 27.03.1969      | 5        |          |
| Анатолій Безсмертний    | 21.01.1969      | 2        |          |
| Борис Деркач            | 14.01.1964      | 1        |          |
| Ерванд Сукіасян         | 20.01.1967      | 1        |          |
| Владислав Тернавський   | 02.05.1969      | 1        |          |
| Півзахисники            |                 |          |          |
| Сергій Заєць            | 18.08.1969      | 8        |          |
| Сергій Ковалець         | 05.09.1968      | 7        | 2        |
| Степан Беца             | 29.04.1970      | 6        |          |
| Павло Яковенко          | 19.12.1964      | 6        | 1        |
| Андрій Анненков         | 21.01.1969      | 5        |          |
| Віктор Мороз            | 18.01.1968      | 4        |          |
| Олег Волотек            | 15.08.1967      | 3        |          |
| Гінтарас Квіткаускас    | 03.01.1967      | 2        |          |
| Нападники               |                 |          |          |
| Олег Саленко            | 25.10.1969      | 10       | 3        |
| Володимир Шаран         | 18.09.1971      | 10       | 1        |
| Юрій Грицина            | 15.06.1971      | 7        | 1        |
| Олег Матвєєв            | 18.08.1970      | 2        |          |

## Сумарні показники
| Команда       | Т      | У  | І   | В  | Н  | П  | М+  | М- | О   |
| ------------- | ------ | -- | --- | -- | -- | -- | --- | -- | --- |
| «Динамо» К    | КЧ     | 12 | 62  | 33 | 12 | 17 | 81  | 55 | 78  |
| «Динамо» К    | КК     | 4  | 30  | 20 | 6  | 4  | 72  | 27 | 46  |
| «Динамо» К    | КУ     | 6  | 24  | 11 | 8  | 5  | 29  | 15 | 30  |
| «Динамо» К    | СК     | 2  | 3   | 2  | 0  | 1  | 3   | 1  | 4   |
| Усього        | Усього | 24 | 119 | 66 | 26 | 27 | 185 | 98 | 158 |
| «Шахтар»      | КК     | 2  | 8   | 4  | 2  | 2  | 16  | 12 | 10  |
| «Шахтар»      | КУ     | 3  | 10  | 6  | 1  | 3  | 14  | 12 | 13  |
| Усього        | Усього | 5  | 18  | 10 | 3  | 5  | 30  | 24 | 23  |
| «Дніпро»      | КЧ     | 2  | 12  | 5  | 3  | 4  | 15  | 13 | 13  |
| «Дніпро»      | КУ     | 4  | 12  | 3  | 4  | 5  | 12  | 15 | 10  |
| Усього        | Усього | 6  | 24  | 8  | 7  | 9  | 27  | 28 | 23  |
| «Чорноморець» | КУ     | 3  | 10  | 3  | 2  | 5  | 10  | 13 | 8   |
| «Зоря»        | КЧ     | 1  | 4   | 2  | 1  | 1  | 3   | 1  | 5   |
| «Металіст»    | КК     | 1  | 4   | 1  | 1  | 2  | 4   | 3  | 3   |
| «Карпати»     | КК     | 1  | 2   | 0  | 1  | 1  | 3   | 4  | 1   |

Бомбардири:
26 — Олег Блохін
14 — Леонід Буряк
12 — Володимир Онищенко
9 — Вадим Євтушенко, Литовченко
8 — Віктор Колотов
7 — Анатолій Пузач, Олег Саленко
6 — Володимир Мунтян, Ігор Бєланов, Павло Яковенко
5 — Анатолій Дем'яненко, Володимир Безсонов, Олександр Заваров, Олег Протасов, Михайло Соколовський, Віктор Грачов, Сергій Морозов, Сергій Юран
4 — Андрій Біба, Олег Базилевич, Віталій Хмельницький, Віктор Серебряников, Володимир Трошкін, Василь Рац, Олексій Михайличенко
3 — Анатолій Бишовець, Валерій Шевлюк, Володимир Веремєєв, Петро Слободян, Віталій Старухін, Юрій Резник, Олександр Хапсаліс, Іван Яремчук, Володимир Лютий, Едуард Сон
2 — Володимир Роговський, Олексій Варнавський, Олег Таран, Віктор Кузнецов, Микола Кудрицький, Юрій Тарасов, Сергій Заєць, Сергій Ковалець
1 — Йожеф Сабо, Василь Турянчик, Янош Габовда, Богдан Грещак, Ігор Кульчицький, Володимир Білоусов, Віктор Кузнецов, Анатолій Куксов, Олександр Дамін, Віктор Кондратов, Анатолій Коньков, Сергій Балтача, Андрій Баль, Анатолій Дорошенко, Ігор Юрченко, Олександр Щербаков, Олег Морозов, Віктор Пасулько, Олександр Багапов, Ілля Цимбалар, Іван Гецко, Георгій Кондратьєв, Юрій Шелепницький, Олександр Васін, Анатолій Раденко, Гурам Аджоєв, Олександр Єсипов, Олександр Лисенко, Олексій Чередник, Андрій Юдін, Юрій Гудименко, Євген Шахов, Юрій Грицина, Юрій Мороз, Володимир Шаран
Найбільше матчів:
79 — Олег Блохін
51 — Леонід Буряк
44 — Володимир Веремєєв
43 — Анатолій Дем'яненко
39 — Сергій Балтача, Володимир Безсонов, Віктор Колотов, Анатолій Коньков, Євген Рудаков, Михайло Фоменко
38 — Володимир Трошкін
35 — Володимир Мунтян, Стефан Решко
34 — Андрій Баль
33 — Віктор Чанов
32 — Вадим Євтушенко
30 — Віктор Матвієнко
28 — Василь Рац
27 — Володимир Онищенко, Олег Кузнецов
25 — Володимир Лозинський
23 — Литовченко, Павло Яковенко
22 — Олег Саленко
21 — Сергій Шматоваленко
19 — Олександр Заваров
18 — Ігор Бєланов, Олександр Бережний, Олександр Дамін, Сергій Заєць, Валерій Зуєв, Володимир Лютий, Олексій Михайличенко, Сергій Пучков, Михайло Соколовський, Вадим Соснихін, Іван Яремчук
17 — Володимир Багмут, Микола Кудрицький, Олег Протасов
16 — Олег Лужний, Анатолій Пузач, Валерій Рудаков
15 — Сергій Краковський, Олександр Сорокалет, Олексій Чередник
14 — Віктор Серебряников, Олег Таран
13 — Сергій Журавльов, Михайло Михайлов, Петро Слободян
12 — Сергій Башкиров, Іван Вишневський, Віктор Кузнецов, Сергій Ковалець, Олександр Лисенко, Федір Медвідь, Олександр Хапсаліс, Ахрік Цвейба
11 — Віктор Кондратов, Йожеф Сабо, Віталій Старухін, Володимир П'яних
10 — Олексій Варнавський, Юрій Дегтерьов, Ігор Кутепов, Володимир Роговський, Володимир Сафонов, Василь Турянчик, Віктор Хлус, Віталій Хмельницький, Володимир Щегольков, Володимир Шаран